# 納納·阿庫福-阿多
納納·阿多·丹夸·阿庫福-阿多（英語：Nana Addo Dankwa Akufo-Addo；1944年3月29日—），曾任加纳总统。
他是迦納前總統爱德华·阿库福-阿多之子，自2001年到2003年，他曾擔任加納總檢察長；之後在2003年到2007年出任加納外交部長。
他在2008年和2012年兩次總統選舉均有參選，但分別輸給约翰·阿塔·米尔斯和约翰·德拉马尼·马哈马。在2016年總統選舉終擊敗時任总统马哈马，當選总统。他在2020年大選成功連任。
2021年12月，納納·阿庫福-阿多承诺遵守宪法规定，不会在2024年寻求新的总统任期。

## 國外榮譽
- :
  -   圭亞那卓越勳章（英语：Order of Excellence of Guyana）（2019年6月11日）[5]
- :
  -  科特迪瓦國家大十字勳章（英语：National Order of the Ivory Coast）（2017年5月5日）[6]
- 利比里亚:
  -   賴比瑞亞開拓勳章大綬章（英语：Order of the Pioneers of Liberia） （2017年5月27日）[7]
- 摩洛哥:
  -   穆罕默德勳章綬章（英语：Order of Muhammad）（2017年2月17日）[8]
- 葡萄牙:
  -   亨利王子勳章大綬章（英语：Order of Prince Henry） (2023)
- 塞内加尔:
  -  全國雄獅勳章大綬章（英语：National Order of the Lion） （2017年5月16日）[9]
- 塞爾維亞:
  -  二等塞尔维亚共和国勋章（2021年10月10日）[10]

## 外部連結
- GhanaWeb: Nana Addo Dankwa Akufo-Addo biography. （页面存档备份，存于）
- EIN News: Nana Addo Dankwa Akufo-Addo （页面存档备份，存于）
- Ghpage: Nana Addo Dankwa Akuffo Addo family and biography
- 納納·阿庫福-阿多的X（前Twitter）
- 納納·阿庫福-阿多的Facebook專頁
- 納納·阿庫福-阿多的Instagram帳戶

| 加纳议会                        | 加纳议会                                     | 加纳议会                      |
| ------------------------------- | -------------------------------------------- | ----------------------------- |
| 新選區                          | 阿布阿夸選區 议会議員 1997年－2005年         | 選區取消                      |
| 新選區                          | 南阿基姆阿布阿夸選區 议会議員 2005年－2009年 | 繼任者： 塞繆爾·阿塔·艾克叶艾 |
| 官衔                            |                                              |                               |
| 前任者： 奧貝德·阿薩莫阿        | 加納總檢察長 2001年－2003年                  | 繼任者： 帕帕·奧烏蘇·安科馬   |
| 前任者： 哈克曼·奧烏蘇-阿傑曼   | 外交部長 2003年－2007年                      | 繼任者： 阿夸西·奧塞-阿傑伊   |
| 官衔                            |                                              |                               |
| 前任者： 约翰·德拉马尼·马哈马   | 加纳總統 2017年－                            | 現任                          |
| 政党职务                        |                                              |                               |
| 前任者： 约翰·阿吉耶库姆·库福尔 | 新爱国党總統候選人 2008年、2012年、2016年    | 最新的                        |